# خوسيه غارسيا (لاعب كرة قاعدة)
خوسيه غارسيا (بالإنجليزية: José García)‏ هو لاعب كرة قاعدة دومينيكاوي، ولد في 7 يناير 1985 في داجابون في جمهورية الدومينيكان.

## وصلات خارجية
- خوسيه غارسيا على موقعبيزبول رفرنس.كوم (الدوري الرئيسي) (الإنجليزية)
- خوسيه غارسيا على موقعبيزبول رفرنس.كوم (الدوري الثانوي) (الإنجليزية)